# ディノスシネマ
株式会社ディノスシネマは、東京都豊島区に本社を置く映画興行会社。北海道においてディノスシネマズの名称で映画館を運営している。佐々木興業のグループ会社。経営破綻したスガイディノスの映画館事業を譲受する受け皿として設立された。
社名は単に「シネマ」だが、運営する映画館は複数形の「ズ」が付く。
フジサンケイグループ系列で通信販売を手がけるディノス（DINOS CORPORATION）とは無関係である。かつてのディノスシネマズの運営会社であったSDエンターテイメントとスガイディノスの2社とは、資本関係が全くない別会社である。

## 概要
北海道において映画館事業、ゲームセンター事業、ボウリング事業を手掛けていたスガイディノスが、新型コロナウイルスの感染拡大により業績が悪化したため2022年5月30日に札幌地方裁判所へ民事再生法適用を申請し、同年6月13日に民事再生手続開始決定を受けた。
スガイディノスは、映画館事業、ゲームセンター事業、ボウリング事業の3事業を一括で譲受することを条件に民事再生スポンサーを募ることになり、GENDA GiGO Entertainmentなど北海道外の企業7社が民事再生スポンサーへ名乗りを上げ、民事再生スポンサーの選定は競争入札で決定する事になった。競争入札の結果、同年7月25日にGENDA GiGO Entertainmentを民事再生スポンサーに選定したと同時に事業譲渡契約を締結した。GENDA GiGO Entertainmentは同年8月22日、スガイディノスの映画館事業を譲受する新会社として、株式会社ディノスシネマを設立。GENDA GiGO Entertainmentによる映画館事業の再生スキームは、ディノスシネマがスガイディノスから映画館事業を譲受し、ディノスシネマ株式の85.1%をシネマサンシャインを手掛けている佐々木興業の子会社である佐々木総合管理株式会社へ譲渡するというスキームとなる。事業譲渡契約時点での社名は株式会社スガイシネマを予定していたが、最終的に株式会社ディノスシネマでの会社登記となった。
事業譲受に際しては、映画配給会社との関係を考慮した事や、佐々木興業の社長である佐々木伸一が全国興行生活衛生同業組合連合会の会長を務めている事、GENDAの片岡尚会長がイオングループ在籍中に、イオンエンターテイメント社長在任中において全国興行生活衛生同業組合連合会の役員を務めていたことなどから、GENDA GiGO Entertainmentと佐々木興業の2社共同による事業譲受となった。スガイディノスが手掛けていた映画館4館の内、ディノスシネマズ旭川はディノスシネマへの譲渡対象外となり、同年9月19日に閉館した。
ディノスシネマは2022年10月1日付で、スガイディノスから映画館事業並びにサツゲキ、ディノスシネマズ室蘭、ディノスシネマズ苫小牧の映画館3館を譲受したと同時に、ディノスシネマ株式の85.1%を佐々木総合管理へ譲渡した。ディノスシネマの本社は札幌市ではなく、佐々木興業と同じ東京都豊島区に置かれる。サツゲキ、ディノスシネマズ室蘭、ディノスシネマズ苫小牧の3館は、佐々木興業とGENDA GiGO Entertainmentによる共同運営となった。
スガイディノスが発行していたSDバリューカードのポイント利用や会員割引に関しては、2023年3月31日を以って終了した。ディノスシネマはSDバリューカードに代わる新サービスを開始するとしている。公式サイトもスガイディノスから譲受したが、2023年10月1日に佐々木興業が手掛けているシネマサンシャインの公式サイトへ統合された。

## 沿革
- 2022年
  - 8月22日 - GENDA GiGO Entertainmentの子会社として設立。
  - 10月1日 - スガイディノスから映画館事業並びにサツゲキ、ディノスシネマズ室蘭、ディノスシネマズ苫小牧の映画館3館を譲受。株式の85.1%を佐々木総合管理へ譲渡。

## 劇場一覧
2023年10月時点。いずれも北海道に所在。
| 劇場名                 | 所在地       | 併設施設           | 開館日         | 規模                | 備考     |
| ---------------------- | ------------ | ------------------ | -------------- | ------------------- | -------- |
| ディノスシネマズ室蘭   | 室蘭市       | GiGO室蘭           | 1999年11月20日 | 4スクリーン 480席   | [ 注 1 ] |
| ディノスシネマズ苫小牧 | 苫小牧市     | イオンモール苫小牧 | 2005年4月23日  | 7スクリーン 1,049席 | [ 注 2 ] |
| サツゲキ               | 札幌市中央区 | 札幌プラザ2・5     | 2020年7月22日  | 4スクリーン 346席   | [ 注 3 ] |